# Алтыульская Орда
Алтыульская Орда (Алтыульский улус, Алты Улы) — государственное образование ногайцев в междуречье Яика, Эмбы и Сырдарьи, выделилось в середине XVI века из Ногайской Орды.

## История
Алтыульская Орда выделилась из состава Ногайской Орды в 1550-х годах после смерти ногайского бия Шейх-Мамая и начавшейся междоусобице за бийский престол между его братьями Исмаилом и Юсуфом.
Шесть сыновей Шейх-Мамая — Касым, Хан, Бай, Бий, Бек и Ак — со своими улусами отделились от основной массы ногайцев и стали кочевать на крайнем востоке Ногайской Орды (между реками Яик, Эмба и Сырдарья). Они основали слабое, но относительно самостоятельное политическое образование — Улус Шести Сыновей (Алтыулы).
В русских документах понятие «Алтыулы» появляется и утверждается в начале XVII века. А в середине XVI века применялись выражения «Шесть Братьев», «Шесть сыновей» и «Шесть Мирз». Первое употребление словосочетания «Шесть Сыновей» («у Шти Сынов», то есть буквально Алты Улы) было замечено российским историком Трепаловым В. В. у ногайского мурзы Бека, сына Шейх-Мамая, в грамоте русскому царю Ивану Грозному 8 июня 1581 года.
В 1549 году после смерти мурзы Хана бен Шейх-Мамая братьев осталось пятеро, после смерти Касима в 1555 году — четверо, после смерти Ака в 1580 году — трое. Однако члены рода Шейх-Мамая продолжали пользоваться формулами «Шесть Братьев» и «Шесть Сыновей» для всех потомков этого бия. В 1556 году потомков Шейх-Мамая уже было тридцать человек
Ховорс полагал, что каракалпаки — это потомки средневековых печенегов, которые в послемонгольский период составили одну из ногайских орд, называвшуюся Алтыульской и занимавшую степи вблизи Аральского моря.
Алтыульские мурзы кочевали на территории от Яика на западе до Сырдарьи на востоке, где граничили с казахскими кочевьями. В 1570—1580-х годах из-за набегов казаков алтыульские улусы отступили на восток от Яика, и западным рубежом владений Алтыулов стала река Эмба. В первой половине XVII века алтыулы попали в подчинение калмыцким тайшам и стали кочевать вместе с ними. Некоторые алтыульские мурзы со своими улусами переселились во владения казахских и хивинских ханов, а другие последовали за большими и малыми ногаями в причерноморские степи, признав свою зависимость от крымских ханов.
В первой половине XVII века Алтыульская Орда прекратила своё существование. Алтыулы не смогли отстоять свою самостоятельность и попали в зависимость от калмыцких тайшей. После ухода калмыков в Нижнее Поволжье в середине XVII века одна часть алтыулов вошла в состав казахского Младшего жуза, где смешалась с казахами, а другая часть переселилась в причерноморские и северокавказские степи вслед за большими и малыми ногаями.